# 罗马尼亚独立战争
罗马尼亚独立战争，发生于1877年-1878年俄土战争时期，罗马尼亚脱离奥斯曼帝国，宣布独立。1877年4月16日，俄罗斯与罗马尼亚方面签署条约，罗方同意俄军经罗马尼亚参加战事，作为交换，俄方保证罗马尼亚的完整性。
1877年第十次俄土战争爆发。俄罗斯帝国决定侵略罗马尼亚的宗主国奥斯曼帝国。罗马尼亚饱受土耳其人的暴虐统治，于是罗马尼亚国王卡罗尔一世强烈要求罗马尼亚军也加入进来，与俄国军队共同讨伐土耳其人。可是俄罗斯人认为罗马尼亚国家弱小，严苛的拒绝了罗马尼亚的要求。
但俄军出师不利，开局就损失了五万多人，迫于无奈沙皇亚历山大二世写信给卡罗尔一世，罗马尼亚也加入了第十次俄土战争，对罗马尼亚来说，史称罗马尼亚独立战争（Războiul de Independenţă al Romaniei）。
卡罗尔一世御驾亲征，并兼任了俄罗斯陆军元帅（这是他对沙皇提出的参战要求）。年轻的国王在德国时期培养了军事才能，他指挥罗马尼亚与俄罗斯联军击败鄂圖曼军队，使罗马尼亚完全摆脱了奥斯曼帝国的统治，赢得了主权独立。